# Convention de Mannheim

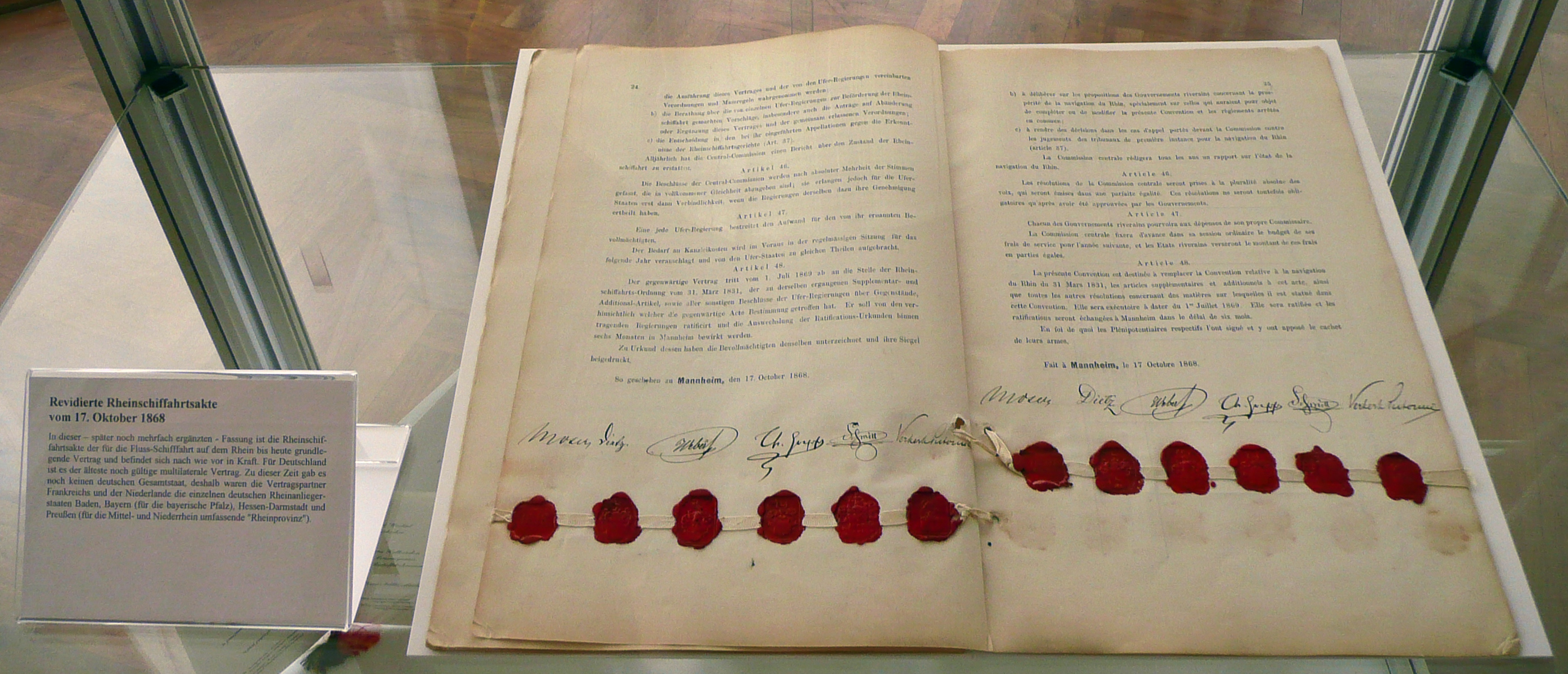
Convention de Mannheim

La convention de Mannheim, ou suivant les termes officiels, Convention révisée pour la navigation du Rhin du 17 octobre 1868  (en allemand : Mannheimer Akte, ou Revidierte Rheinschifffahrtsakte vom 17.10.1868 ; en néerlandais : Akte van Mannheim, ou Herziene Rijnvaartakte van 17.10.1868), adoptée en 1868 à Mannheim, est un accord international qui réglemente la circulation des bateaux sur le Rhin.
Faisant suite à la convention de Mayence (1831), la convention de Mannheim est issue des travaux de la Commission centrale pour la navigation du Rhin, mettant en accord le pays de Bade, la Bavière, la France, la Hesse, les Pays-Bas et la Prusse, et garantit :
- la libre circulation sur le Rhin ;
- l'égalité de traitement entre les mariniers et les flottes des pays signataires ;
- la gratuité de la circulation des marchandises (pas de péages) ;
- la simplicité de dédouanement ;
- l'entretien du Rhin par les États riverains ;
- des règles de sécurité et de circulation maritimes, unifiées entre les États ;
- une juridiction unique pour les affaires maritimes, la création de tribunaux spécifiques ;
- la création d'une commission chargée de suivre ces principes.

La libre circulation des navires sur le Rhin s'applique également à la Suisse qui dispose ainsi d'un libre accès à la mer depuis son port de Bâle, et est membre de la Commission centrale pour la navigation du Rhin.